# Prades, Pyrénées-Orientales
Prades (catalană Prada de Conflent) este un oraș în Franța, sub-prefectură a departamentului Pyrénées-Orientales, în regiunea Languedoc-Roussillon. 
Prades (în catalană Prada) este o comună în departamentul Pyrénées-Orientales din sudul Franței. În 2009 avea o populație de 6.308 de locuitori.

## Evoluția populației
| An        | 1975  | 1982  | 1990  | 1999  | 2006  | 2009  |
| --------- | ----- | ----- | ----- | ----- | ----- | ----- |
| Populație | 6.448 | 6.100 | 6.009 | 5.800 | 6.221 | 6.308 |